# Marco Calliari

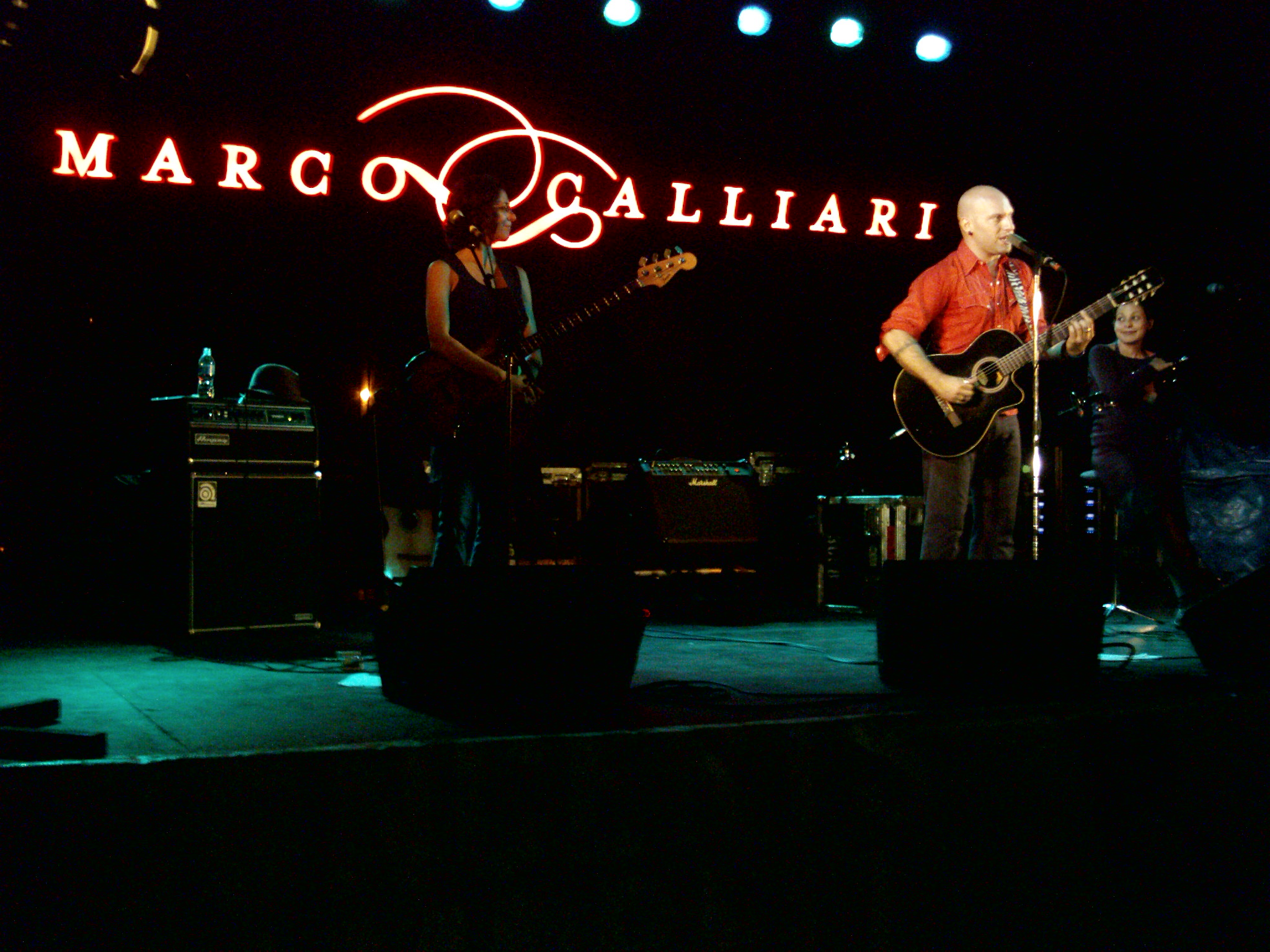
Marco Calliari 2008 in Montreal

Marco Calliari (* in Italien) ist ein kanadischer Singer-Songwriter.

## Karriere
Calliari studierte klassischen Gesang an der High School. Von 1989 bis 2002 war er Sänger und Gitarrist der Metal-Band Anonymous aus Montreal. 2003 startete er eine Solokarriere und wandte sich der Popmusik seiner italienischen Heimat zu. Er veröffentlichte mehrere italienischsprachige Alben.
Seinen größten Erfolg hatte er 2010. Im Zuge des weltweiten Erfolgs der Dance-Version von We No Speak Americano von Yolanda Be Cool profitierte er davon, dass die Hitversion in Großbritannien erst mit Verzögerung veröffentlicht wurde. Seine Version aus dem Jahr 2006 im Montreal House Mafia Remix von DJ MC Mario war bereits zwei Wochen früher erhältlich und erreichte Platz 26 in den UK-Charts.

## Diskografie
mit Anonymus
- Ni vu, ni connu
- Stress
- Instinct (1999)
- Daemonium (2002)

Soloalben
- Che la vita (2003)
- Mia dolce vita (2006)
- Al dente (2007)
- Al Faro Est (2010)